# Liste des titres musicaux numéro un au Royaume-Uni en 1964
Cette page liste les titres classés no 1 des ventes de disques au Royaume-Uni pour l'année 1964 selon The Official Charts Company.
Les classements hebdomadaires sont issus des UK Singles Chart et UK Albums Chart.

## Classement des singles
| №  | Date         | Artiste                         | Titre                                         | Référence |
| -- | ------------ | ------------------------------- | --------------------------------------------- | --------- |
| 1  | 2 janvier    | The Beatles                     | I Want to Hold Your Hand                      |           |
| 2  | 9 janvier    | The Beatles                     | I Want to Hold Your Hand                      |           |
| 3  | 16 janvier   | Dave Clark Five                 | Glad All Over                                 |           |
| 4  | 23 janvier   | Dave Clark Five                 | Glad All Over                                 |           |
| 5  | 30 janvier   | The Searchers                   | Needles and Pins                              |           |
| 6  | 6 février    | The Searchers                   | Needles and Pins                              |           |
| 7  | 13 février   | The Searchers                   | Needles and Pins                              |           |
| 8  | 20 février   | The Bachelors                   | Diane                                         |           |
| 9  | 27 février   | Cilla Black                     | Anyone Who Had a Heart                        |           |
| 10 | 5 mars       | Cilla Black                     | Anyone Who Had a Heart                        |           |
| 11 | 12 mars      | Cilla Black                     | Anyone Who Had a Heart                        |           |
| 12 | 19 mars      | Billy J. Kramer and the Dakotas | Little Children                               |           |
| 13 | 26 mars      | Billy J. Kramer and the Dakotas | Little Children                               |           |
| 14 | 2 avril      | The Beatles                     | Can't Buy Me Love                             |           |
| 15 | 9 avril      | The Beatles                     | Can't Buy Me Love                             |           |
| 16 | 16 avril     | The Beatles                     | Can't Buy Me Love                             |           |
| 17 | 23 avril     | Peter and Gordon                | A World Without Love (en)                     |           |
| 18 | 30 avril     | Peter and Gordon                | A World Without Love (en)                     |           |
| 19 | 7 mai        | The Searchers                   | Don't Throw Your Love Away                    |           |
| 20 | 14 mai       | The Searchers                   | Don't Throw Your Love Away                    |           |
| 21 | 21 mai       | The Four Pennies (en)           | Juliet                                        |           |
| 22 | 28 mai       | Cilla Black                     | You're My World (en)                          |           |
| 23 | 4 juin       | Cilla Black                     | You're My World (en)                          |           |
| 24 | 11 juin      | Cilla Black                     | You're My World (en)                          |           |
| 25 | 18 juin      | Cilla Black                     | You're My World (en)                          |           |
| 26 | 25 juin      | Roy Orbison                     | It's Over                                     |           |
| 27 | 2 juillet    | Roy Orbison                     | It's Over                                     |           |
| 28 | 9 juillet    | The Animals                     | House of the Rising Sun                       |           |
| 29 | 16 juillet   | The Rolling Stones              | It's All Over Now                             |           |
| 30 | 23 juillet   | The Beatles                     | A Hard day's Night                            |           |
| 31 | 30 juillet   | The Beatles                     | A Hard day's Night                            |           |
| 32 | 6 août       | The Beatles                     | A Hard day's Night                            |           |
| 33 | 13 août      | Manfred Mann                    | Do Wah Diddy Diddy                            |           |
| 34 | 20 août      | Manfred Mann                    | Do Wah Diddy Diddy                            |           |
| 35 | 27 août      | The Honeycombs                  | Have I the Right?                             |           |
| 36 | 3 septembre  | The Honeycombs                  | Have I the Right?                             |           |
| 37 | 10 septembre | The Kinks                       | You Really Got Me                             |           |
| 38 | 17 septembre | The Kinks                       | You Really Got Me                             |           |
| 39 | 24 septembre | Herman's Hermits                | I'm into Something Good                       |           |
| 40 | 1er octobre  | Herman's Hermits                | I'm into Something Good                       |           |
| 41 | 8 octobre    | Roy Orbison                     | Oh, Pretty Woman                              |           |
| 42 | 15 octobre   | Roy Orbison                     | Oh, Pretty Woman                              |           |
| 43 | 22 octobre   | Sandie Shaw                     | (There's) Always Something There to Remind Me |           |
| 44 | 29 octobre   | Sandie Shaw                     | (There's) Always Something There to Remind Me |           |
| 45 | 5 novembre   | Sandie Shaw                     | (There's) Always Something There to Remind Me |           |
| 46 | 12 novembre  | Roy Orbison                     | Oh, Pretty Woman                              |           |
| 47 | 19 novembre  | The Supremes                    | Baby Love                                     |           |
| 48 | 26 novembre  | The Supremes                    | Baby Love                                     |           |
| 49 | 3 décembre   | The Rolling Stones              | Little Red Rooster                            |           |
| 50 | 10 décembre  | The Beatles                     | I Feel Fine                                   |           |
| 51 | 17 décembre  | The Beatles                     | I Feel Fine                                   |           |
| 52 | 24 décembre  | The Beatles                     | I Feel Fine                                   |           |
| 53 | 31 décembre  | The Beatles                     | I Feel Fine                                   |           |

## Classement des albums
| №  | Date         | Artiste            | Titre              | Référence |
| -- | ------------ | ------------------ | ------------------ | --------- |
| 1  | 5 janvier    | The Beatles        | With the Beatles   |           |
| 2  | 12 janvier   | The Beatles        | With the Beatles   |           |
| 3  | 19 janvier   | The Beatles        | With the Beatles   |           |
| 4  | 26 janvier   | The Beatles        | With the Beatles   |           |
| 5  | 2 février    | The Beatles        | With the Beatles   |           |
| 6  | 9 février    | The Beatles        | With the Beatles   |           |
| 7  | 16 février   | The Beatles        | With the Beatles   |           |
| 8  | 23 février   | The Beatles        | With the Beatles   |           |
| 9  | 1er mars     | The Beatles        | With the Beatles   |           |
| 10 | 8 mars       | The Beatles        | With the Beatles   |           |
| 11 | 15 mars      | The Beatles        | With the Beatles   |           |
| 12 | 22 mars      | The Beatles        | With the Beatles   |           |
| 13 | 29 mars      | The Beatles        | With the Beatles   |           |
| 14 | 5 avril      | The Beatles        | With the Beatles   |           |
| 15 | 12 avril     | The Beatles        | With the Beatles   |           |
| 16 | 19 avril     | The Beatles        | With the Beatles   |           |
| 17 | 26 avril     | The Rolling Stones | The Rolling Stones |           |
| 18 | 3 mai        | The Rolling Stones | The Rolling Stones |           |
| 19 | 10 mai       | The Rolling Stones | The Rolling Stones |           |
| 20 | 17 mai       | The Rolling Stones | The Rolling Stones |           |
| 21 | 24 mai       | The Rolling Stones | The Rolling Stones |           |
| 22 | 31 mai       | The Rolling Stones | The Rolling Stones |           |
| 23 | 7 juin       | The Rolling Stones | The Rolling Stones |           |
| 24 | 14 juin      | The Rolling Stones | The Rolling Stones |           |
| 25 | 21 juin      | The Rolling Stones | The Rolling Stones |           |
| 26 | 28 juin      | The Rolling Stones | The Rolling Stones |           |
| 27 | 5 juillet    | The Rolling Stones | The Rolling Stones |           |
| 28 | 12 juillet   | The Rolling Stones | The Rolling Stones |           |
| 29 | 19 juillet   | The Beatles        | A Hard Day's Night |           |
| 30 | 26 juillet   | The Beatles        | A Hard Day's Night |           |
| 31 | 2 août       | The Beatles        | A Hard Day's Night |           |
| 32 | 9 août       | The Beatles        | A Hard Day's Night |           |
| 33 | 16 août      | The Beatles        | A Hard Day's Night |           |
| 34 | 23 août      | The Beatles        | A Hard Day's Night |           |
| 35 | 30 août      | The Beatles        | A Hard Day's Night |           |
| 36 | 6 septembre  | The Beatles        | A Hard Day's Night |           |
| 37 | 13 septembre | The Beatles        | A Hard Day's Night |           |
| 38 | 20 septembre | The Beatles        | A Hard Day's Night |           |
| 39 | 27 septembre | The Beatles        | A Hard Day's Night |           |
| 40 | 4 octobre    | The Beatles        | A Hard Day's Night |           |
| 41 | 11 octobre   | The Beatles        | A Hard Day's Night |           |
| 42 | 18 octobre   | The Beatles        | A Hard Day's Night |           |
| 43 | 25 octobre   | The Beatles        | A Hard Day's Night |           |
| 44 | 1er novembre | The Beatles        | A Hard Day's Night |           |
| 45 | 8 novembre   | The Beatles        | A Hard Day's Night |           |
| 46 | 15 novembre  | The Beatles        | A Hard Day's Night |           |
| 47 | 22 novembre  | The Beatles        | A Hard Day's Night |           |
| 48 | 29 novembre  | The Beatles        | A Hard Day's Night |           |
| 49 | 6 décembre   | The Beatles        | A Hard Day's Night |           |
| 50 | 13 décembre  | The Beatles        | Beatles for Sale   |           |
| 51 | 20 décembre  | The Beatles        | Beatles for Sale   |           |
| 52 | 27 décembre  | The Beatles        | Beatles for Sale   |           |

## Meilleures ventes de l'année
| Singles | Albums |
| --- | --- |
| 1. The Beatles – Can't Buy Me Love 2. The Dave Clark Five - Glad All Over 3. The Searchers – Needles and Pins 4. Cilla Black- Anyone Who Had A Heart 5. The Beatles - A Hard Day's Night 6. Jim Reeves - I Love You Because 7. Roy Orbison - Oh Pretty Woman 8. Jim Reeves - I Won't Forget You 9. Manfred Mann - Do Wah Diddy Diddy 10. Billy J. Kramer and the Dakotas - Little Children | 1. The Beatles – Beatles for Sale 2. The Beatles - A Hard Day's Night 3. Divers artistes - Bande originale du film West Side Story 4. The Rolling Stones - The Rolling Stones 5. The Beatles - With the Beatles 6. The Beatles - Please Please Me 7. Cliff Richard with The Shadows - Wonderful Life 8. Jim Reeves - Moonlight and Roses 9. The Bachelors - The Bachelors 16 Great Songs 10. The Hollies - Stay with the Hollies |